# 星空列車與白的旅行
《星空列車與白的旅行》是日本shiratamaco於2020年12月30日發售的戀愛冒險類型遊戲。本作是shiratamaco的第一個作品。2021年5月14日由inc.ZOFE和Syawase Works在Steam推出中文版。遊戲簡稱。

## 遊戲系統
《星空列車與白的旅行》採取戀愛冒險的遊玩方式，玩家所扮演的是本作的男主角鍾城曉，大部分的劇情玩家會以鍾城曉的視角進行遊戲，部分劇情玩家會以其他角色的視角進行遊戲，玩家能看到所處視角角色的内心獨白。玩家遊玩時需要閱覽屏幕上所顯示的文本以了解故事情節和人物之間的對話。這些文字會與人物的立繪和背景一同出现，用以表示對話的對象。對話對象的立繪會隨著對話進行而變化，根據對話的内容做出不同動作或表情，如臉紅，驚愕，皺眉等。在部分場景中會遇見代替背景和人物立繪的電腦圖像。遊戲過程中會出現一些選項，由玩家選擇接下來男主角的行為，選項只會造成玩家體驗劇情的不同，不會影響主線，遊戲只有一個結局。
遊戲Steam發行版默認中文文本，日文語音，在遊玩期間點擊遊戲畫面右側可以觸發除錯功能，可以將遊戲文本轉為日文。

## 故事簡介
厭倦一成不變的生活，鍾城曉報名了網上的蒸汽火車觀光旅行。鍾城曉按時登上了火車「銀河號」，火車上除了他還有花江、野鳥、鷹世市藏三個旅客。旅行開始不久，他就發現車上還有個特殊的旅客「諾瓦」，「諾瓦」這個頭上長著貓耳和身後有著貓尾巴的少女和乘務員狩葉相熟，懷著好奇和少女接觸，兩人漸漸熟絡起來。火車途徑數個站點，第一站是一片茂盛的森林，第二站是美麗的海灘，第三站是函館的天象館，第四站是岩手縣。隨著旅途的進行，旅客們開始察覺到這次旅行的種種異常之處，途徑的景點都是某乘客過去回憶中最深刻的地方，而且某些地方還沒有鐵路能前往。旅客也慢慢意識到這趟旅行的真正含義。這是少女夜羽真白的夢境，旅客們在現實都已經去世，因為他們都有器官移植到夜羽真白身上，所以在這個夢境中聚首，而「諾瓦」是真白在夢境中的化身。現實中的夜羽真白十分厭惡自己奪取了他人的器官，而且一直受到移植排斥造成的痛苦煎熬。得知一切的旅客們並沒有責怪真白，反而去開導真白努力活下去。最後真白接受了眾人的好意，帶著對未來的期盼回到現實，移植排斥帶來的痛苦也盡數消失。

## 登場角色
鍾城曉
本作男主角，岩手縣出身。在學生時代就有製作動畫的想法，畢業後投身動畫行業。成為動畫師後在家鄉工作，和住所的房東女兒風又音理關係良好。在風又音理去世後，變得自暴自棄，在家中中暑身亡。
諾瓦（聲：大野柚布子）
鍾城曉在「銀河號」上遇到的貓耳少女，性格怕生，但是不抗拒和鍾城曉相處。實際上是夜羽真白的分身，擁有夜羽真白感性，天真爛漫的一面。
狩葉（聲：星谷美緒）
「銀河號」上的乘務員，自稱是「狩葉·朗姆柯妮」的活潑少女，和諾瓦是好朋友。實際上是貓村春香的分身，代表用到夜羽真白身上的貓村春香捐贈的血液。
風又音理（聲：芹澤優）
鍾城曉住所的房東女兒，很羨慕鍾城曉畫畫的本領，對鍾城曉懷有好感。故事中的三個月前，為了救一隻闖馬路的小貓而去世。心臟被移植到夜羽真白身上。
花江（聲：小原莉子）
「銀河號」上的乘客，函館出身的女演員。在地方的小劇團頗有名氣，之後到東京發展不溫不火。由於不願意回到家鄉打擾家人，居住在东北地方。喜歡抽煙，在一場因為煙火引起的火災中，一氧化碳中毒身亡。
野鳥（聲：大森日雅）
「銀河號」上的乘客，瑞典來日大學留學生，性格開朗健談，原名珍妮弗·瑪妮歐德，「野鳥」是日本的朋友給她取得外號，她本人更喜歡其他人使用這個名字稱呼她。在岩手縣就讀大學，父母為維根主義者，飲食被嚴格控制，導致自幼身體羸弱，在日本留學期間在沒有家人約束下喜歡上吃肉，期間由於身體問題去世。
鷹世市藏（聲：河西健吾）
「銀河號」上的乘客，鐵道迷。小笠原群島出身，嚮往東京的城市生活，長大後到東京任職建造業的中間商，為了迎合城市的審美去整容。工作壓力極大，選擇了自縊而死。

## 主題曲
主題曲
作詞：，作曲：丸山公詳，編曲：七瀨雄一、丸山公詳，主唱：

## 開發及發行
《星空列車與白的旅行》是以白玉為中心的同人社團shiratamaco推出第一款遊戲，白玉過去曾擔任過一些美少女遊戲的人物設計和遊戲原畫，《星空列車與白的旅行》中白玉負責同樣的工作。負責遊戲劇本的榊傘過去曾與白玉在2017年推出的遊戲《糖調！-sugarfull tempering-》中合作過，這是兩人的第二次合作。遊戲受到宮澤賢治小說《銀河鐵道之夜》影響，主角夜羽真白的姓夜羽也源於小說主角喬凡尼，遊戲主體也參考了小說。遊戲中的「銀河號」靈感源於榊傘家附件公園的蒸汽火車，還參考了電影《回到未來III》中出現的蒸汽火車。
遊戲自2019年開始構思製作，2020年3月27日，白玉在自家pixivFANBOX上新設了捐助項目，為遊戲製作湊集資金，而參加捐助者的名字會記錄到遊戲最後的工作人員清單上。同時遊戲的角色的配音員在當時已經確認，主題曲的創作也完成了80%。2020年4月18日，shiratamaco正式推出遊戲的官方網站，並公佈遊戲的製作人員資料。5月26日，白玉完成了遊戲所有的原畫。6月26日，Project Lights宣佈負責遊戲的音樂製作，而遊戲主題曲由創作。同日，遊戲中主要角色的配音員都相繼公開。7月27日，shiratamaco發佈包含遊戲人物介紹的體驗版，介紹角色在主線之外的小故事。同時至12月30日發售之前，shiratamaco在Twitter上舉行了六輪轉推宣傳遊戲的活動，每輪活動有兩名轉發者可以獲得遊戲的聲優簽名板。8月28日，遊戲的主題曲在YouTube上發佈，同日遊戲和遊戲原聲帶開放預售。遊戲的實體版在Sofmap、虎之穴和Melonbooks發售，9月25日發售門店有免費派發遊戲的宣傳小冊子，各門店提供特色周邊，分別是印有不同女主角形象的緙織壁毯和SD亞克力立牌。遊戲數位版在DLsite、DMM.com和BOOTH發行，數位版有六段遊戲角色聲優的幕後音頻。10月30日，shiratamaco發佈遊戲體驗版，劇情是遊戲序章部分。12月30日遊戲如期發售，實體版和數位版價格一致，含抱枕的的限定版售價為一般版的四倍。同日shiratamaco在Twitter上推出發售紀念活動和遊戲體驗分享活動。
2021年3月26日，遊戲中文版在摩點以眾籌模式展開中文版特典預約活動，四天後金額達到30萬元，到活動結束時共1186人參與了活動，金額達到約84萬元。5月12日參加活動的人士獲得遊戲的Steam激活碼，
inc.ZOFE和Syawase Works於5月14日正式在Steam發行遊戲。該版本和原版相比，有一張場景CG被刪除。在6月的第二十八届上海ComiCup魔都同人祭上，Syawase works對作品進行宣傳，活動中展出了遊戲的複製原畫。

## 外部連結
- 官方网站 （日語）
- 《星空列車與白的旅行》在視覺小說數據庫的頁面 （英文）